# Ferdinand Ier (roi des Bulgares)
Pour les articles homonymes, voir Ferdinand Ier et Ferdinand.
Ferdinand Ier de Bulgarie (en bulgare : Фердинанд I) est né le 26 février 1861 à Vienne en Autriche et mort le 10 septembre 1948 à Cobourg en Allemagne.
Prince de la maison de Saxe-Cobourg et Gotha, il est élu prince de Bulgarie en 1887 puis prend le titre de tsar des Bulgares en 1908. Il abdique et laisse le trône de Bulgarie à son fils aîné Boris en 1918.

## Famille, mariages et descendance
Ferdinand est le cinquième et dernier enfant du prince Auguste de Saxe-Cobourg-Kohary (1818-1881) et de son épouse Clémentine d'Orléans (1817-1907). Son père est issu d'une branche cadette de la maison de Saxe-Cobourg et Gotha, tandis que sa mère est une des filles du dernier roi des Français Louis-Philippe. Ferdinand a deux frères aînés, Philippe (1844-1921) et Auguste (1845-1907), et deux sœurs, Clotilde (1846-1927) et Amélie (1848-1894).

### Mariages

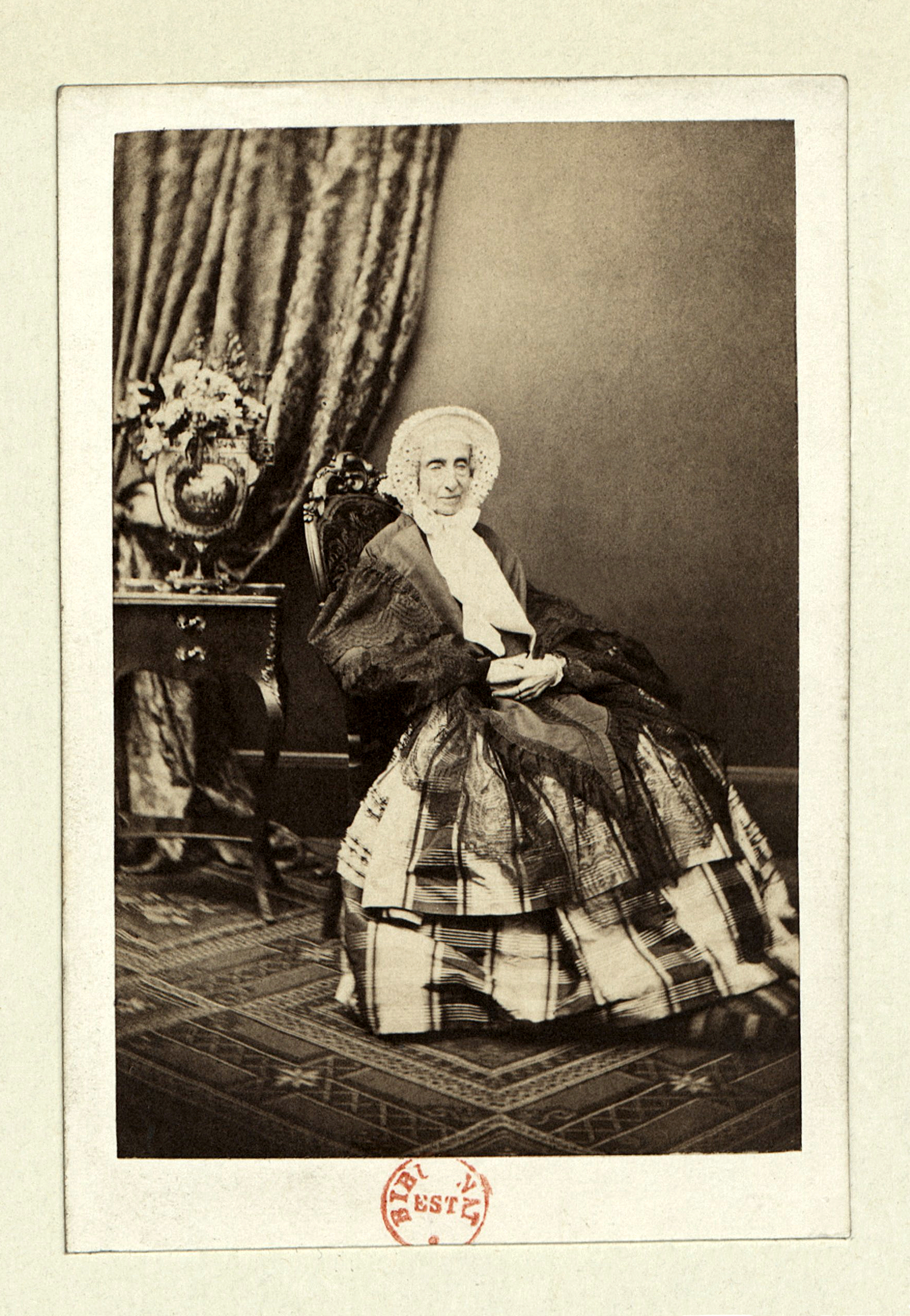
La reine-mère Marie-Amélie, grand-mère de Ferdinand.

Ferdinand épouse le 20 avril 1893 à la Villa Borbone delle Pianore à Parme, Marie-Louise de Bourbon-Parme, fille aînée de l'ancien duc Robert Ier de Parme et de sa première épouse Maria Pia de Bourbon-Siciles. En effet, Ferdinand toujours célibataire, les menaces qui planent sur sa tête n'augurent rien de bon pour l'avenir de sa dynastie. La nécessité d'un mariage se fait sentir, mais faute de reconnaissance internationale, il est difficile de lui trouver une épouse. En 1891, sa mère entre en contact avec l'archiduc Ferdinand IV de Toscane et arrange le mariage de son fils avec la fille aînée de l'archiduc, Louise, mais Ferdinand ne semble guère enthousiaste et le projet est abandonné. Craignant la réaction du tsar, ni la reine Victoria, ni l'empereur Guillaume II ne consentent à ce qu'une de leurs parentes épouse Ferdinand.
Au terme de plusieurs échecs, le prince doit se rabattre sur une dynastie moins influente, celle de Marie-Louise de Bourbon-Parme, la fille aînée du duc Robert Ier. Ce dernier impose comme condition au mariage l'abrogation de la clause de la constitution bulgare imposant que l'héritier du trône soit baptisé dans la foi orthodoxe. Cette décision très impopulaire est néanmoins ratifiée par l'Assemblée. Les noces de Ferdinand et Marie-Louise sont célébrées le 20 avril 1893 à Parme.
Quatre enfants sont issus de cette union :
- Boris III (1894 – 1943) qui lui succède ; il épousa en 1930 Jeanne de Savoie (1907 - 2000), fille de Victor-Emmanuel III d'Italie (postérité)
- Kirill, prince de Preslav (1895 – 1945), mort célibataire et sans enfants
- Eudoxia de Bulgarie (5 janvier 1898 – 4 octobre 1985), morte célibataire et sans enfants
- Nadejda de Bulgarie (30 janvier 1899 – 15 février 1958) ; elle épousa en 1924 Albrecht Eugen de Wurtemberg (1895-1954), fils cadet du prince Albert de Wurtemberg (postérité)

Ferdinand ne tient pas sa promesse et fait baptiser son héritier dans la religion orthodoxe ; la princesse Marie-Louise vit cet évènement dans une grande souffrance spirituelle. Elle meurt en couches à l'âge de 29 ans.
Après neuf ans de veuvage, le prince épousa en secondes noces Éléonore Reuss de Köstritz, d'abord selon le rite catholique (religion de l'époux) le 28 février 1908 en l'église Saint-Augustin de Cobourg, puis selon le rite protestant (religion de l'épouse) le 1er mars suivant au château d'Osterstein à Gera. Ce mariage blanc avec une princesse quadragénaire arrangé par la grande-duchesse Wladimir pour des raisons de bienséance demeure sans enfants. La seconde princesse puis reine de Bulgarie s'occupe très maternellement de ses beaux-enfants. Elle meurt en 1917.
De santé fragile, il est souvent remplacé par ses enfants, Boris et Kiril, notamment lors du premier conflit mondial, au cours des cures auxquelles il est astreint.

### Un Saxe-Cobourg excentrique

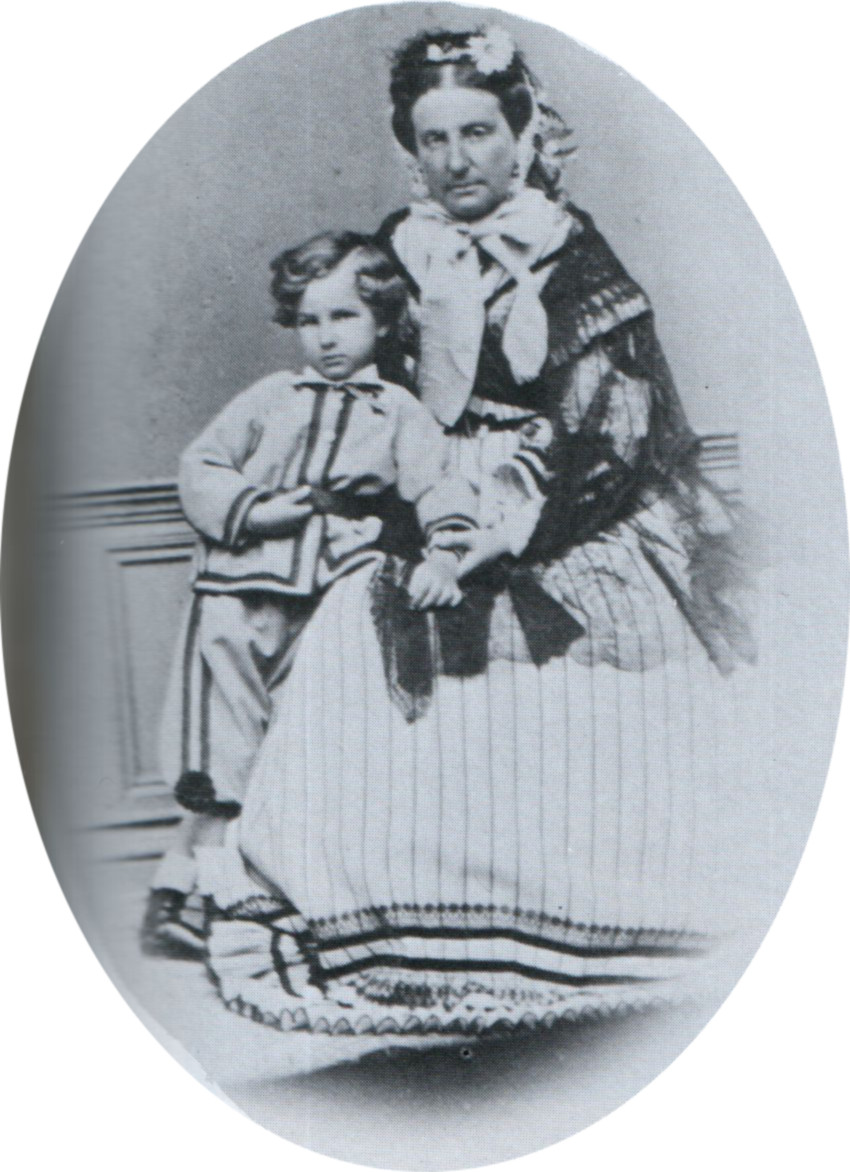
Ferdinand avec sa mère en 1866.

Ferdinand voit le jour au palais Coburg de Vienne le 26 février 1861. C'est un enfant tardif : sa mère a quarante-trois ans lorsqu'elle le met au monde, et il naît plus d'une décennie après ses frères et sœurs. Insatisfaite de ses deux fils aînés, la princesse Clémentine reporte tout son amour sur son benjamin. Le jeune prince s'avère un enfant doué : malgré une éducation peu stricte, son intelligence et sa capacité de travail lui permettent de maîtriser cinq langues (allemand, anglais, français, hongrois et italien) à un jeune âge. Sa curiosité le porte vers les sciences naturelles, notamment l'ornithologie, l'entomologie et la botanique, autant de disciplines auxquels il s'adonne avec le plus grand sérieux. L'histoire suscite également son intérêt, et il prend très tôt conscience qu'il est issu de prestigieuses dynasties : Bourbon par sa mère, Cobourg et Kohary par son père. En revanche, la gymnastique et l'équitation ne le passionnent guère.
Ses frères aînés font de beaux mariages, mais de peu d'importance politique. Le cadet, Auguste, épouse en 1864 la princesse Léopoldine du Brésil, puis l'aîné, Philippe, épouse en 1875 la princesse Louise, fille aînée du roi des Belges Léopold II. L'importante différence d'âge, puis le départ de ses frères font que Ferdinand grandit dans une famille principalement composée de femmes, et son père ne semble pas avoir eu une grande influence sur lui avant sa mort, en 1881. Le jeune prince se montre particulièrement proche de sa mère et de la plus jeune de ses sœurs, Amélie. Il réside le plus clair du temps dans la propriété favorite de sa mère, à Ebenthal, près de Vienne, mais sa demeure principale reste le palais de Cobourg et il effectue également des séjours dans les différentes propriétés hongroises de son père. La dispersion des membres de sa famille lui donne l'occasion de faire de nombreux voyages à l'étranger : il visite la Belgique en 1876 et le Brésil en 1879, et représente la maison de Cobourg lors du sacre du tsar Alexandre III de Russie en 1883. Dans les cours européennes, il acquiert une réputation de « prince de salon », de dandy efféminé et excentrique dont on n'hésite pas à tourner en dérision la curiosité scientifique ou le grand nez aquilin. Marcel Proust, dans À la recherche du temps perdu, plus particulièrement dans le dernier volume, Le temps retrouvé, évoque l'homosexualité du prince. Cela n'empêche pas la princesse Clémentine de nourrir de hautes ambitions pour son fils préféré : elle désire à tout prix lui trouver un trône.

## Prince de Bulgarie puis roi des Bulgares

### Souverain d'une principauté autonome

#### Une candidature improbable

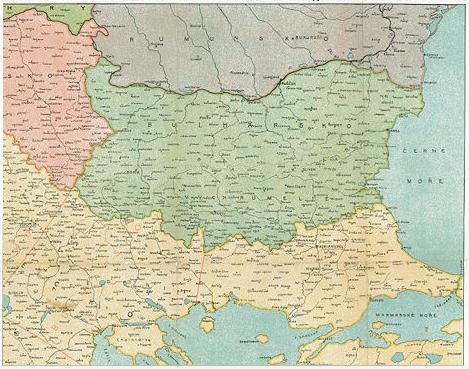
La Bulgarie en 1886 après le rattachement de la Roumélie orientale.

Le 21 août 1886, le prince Alexandre de Battenberg, qui règne sur la principauté de Bulgarie depuis 1879, est chassé du trône par un coup d'État dirigé en sous-main par la Russie. En effet, bien qu'ils soient cousins, le tsar Alexandre III déteste violemment Alexandre. Ce dernier tente de reprendre le pouvoir, mais l'opposition russe et russophile est trop forte et il est contraint d'abdiquer le 7 septembre. La Bulgarie se retrouve alors sans souverain, et sans candidats au trône. Tandis que son président Stefan Stambolov assure la régence, l'Assemblée nationale, nouvellement élue, porte son choix sur le prince Valdemar de Danemark, mais le tsar annule cette élection et refuse de reconnaître la moindre légitimité à l'Assemblée, dans laquelle les russophiles sont minoritaires.
Après la rupture des relations diplomatiques entre la Bulgarie et la Russie, l'Assemblée nomme une délégation chargée de démarcher les cours européennes à la recherche d'un prince susceptible d'occuper le trône. Elle entre en contact avec Ferdinand dans la soirée du 13 décembre, lors d'une représentation à l'opéra de Vienne. Lors de cette brève discussion, le prince certifie aux émissaires bulgares qu'il est prêt à être élu souverain de leur pays. La nouvelle de sa candidature suscite l'incrédulité sur la scène diplomatique européenne. En l'apprenant, le tsar s'exclame : « La candidature est aussi ridicule que le personnage ! »
Le 3 juillet 1887, l'Assemblée nationale bulgare se réunit à Tarnovo pour procéder à l'élection du souverain bulgare. Alexandre de Battenberg conserve de nombreux partisans mais, sollicité, il annonce sa renonciation définitive au trône. Aucun autre candidat ne s'étant fait connaître, Ferdinand est proclamé à l'unanimité prince de Bulgarie quatre jours plus tard. Le jeune prince quitte Ebenthal le 9 août et prend le train incognito jusqu'à Orșova. Craignant d'être intercepté par la police autrichienne, il passe la majeure partie du trajet caché dans les toilettes. À Orsova, il embarque sur un vapeur qui descend le Danube jusqu'à Svichtov. C'est là, le 13 août, qu'il fait officiellement son entrée sur le sol bulgare. Il est investi le lendemain lors d'une cérémonie solennelle à Tarnovo, puis arrive à Sofia le 22. Sa mère le rejoint quelques mois plus tard.
L'élection de Ferdinand n'est pas reconnue par les grandes puissances européennes, au premier rang desquelles la Russie, qui refuse toujours de reconnaître la légitimité de l'Assemblée nationale bulgare. La peur d'une guerre européenne incite les chancelleries à un attentisme qui n'arrange pas le prince. La situation s'enlise peu à peu, et le tsar, ne pouvant intervenir ouvertement à cause de l'Allemagne, monte plusieurs complots pour éliminer Ferdinand, tous voués à l'échec. De son côté, le prince est vexé de l'attitude des cours européennes pour lesquelles faire preuve de dédain à son égard, est un moyen simple de s'assurer les bonnes grâces de la Russie.

#### Ferdinand et Stambolov

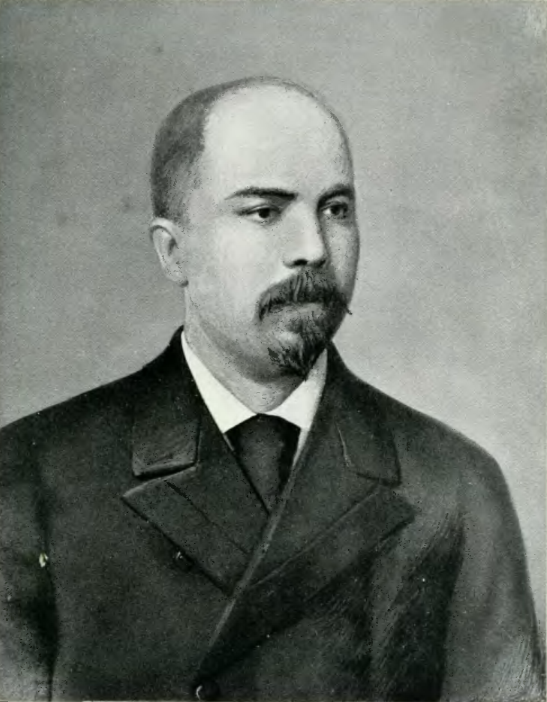
Stefan Stambolov est le Premier ministre de Ferdinand de 1887 à 1894.

Après l'arrivée de Ferdinand, le régent Stefan Stambolov souhaite se retirer du pouvoir, mais le prince le convainc de rester et lui confie la formation de son premier gouvernement. En réalité, Ferdinand déteste Stambolov (qui le lui rend bien), mais il n'a guère le choix : aucun autre homme politique bulgare n'est suffisamment influent pour constituer un cabinet, et le prince ne dispose pas encore de suffisamment de soutiens dans son nouveau pays pour pouvoir se passer de lui. Stambolov reste au pouvoir pendant près de sept années durant lesquelles la Bulgarie connaît un développement économique important. Privé de tout réel pouvoir, Ferdinand améliore sa maîtrise de la langue bulgare et entreprend plusieurs voyages dans le pays. Il échappe en 1890 à une nouvelle conspiration soutenue par les Russes et liée aux nationalistes de Macédoine partisans d'un rattachement à la Bulgarie. Une fois éventé, le complot est violemment réprimé par Stambolov.
Après son mariage, et surtout la naissance du prince héritier Boris en janvier 1894, Ferdinand se sent suffisamment sûr de lui pour s'opposer à son puissant président du Conseil. Il est d'autant plus désireux de se débarrasser de lui que ses positions farouchement antirusses font de lui, selon le prince, le principal obstacle à sa reconnaissance par le tsar. Ferdinand se sert du scandale causé par une affaire de mœurs concernant le ministre de la Guerre pour obliger Stambolov à se retirer. Konstantin Stoilov le remplace à la tête du gouvernement. L'assassinat de Stambolov par des nationalistes macédoniens en juillet 1895 consterne le pays, et Ferdinand est pointé du doigt par de nombreux journaux et personnalités politiques, bulgares comme étrangers, qui lui reprochent d'avoir refusé à son ancien ministre la permission de quitter le pays alors qu'il se savait en danger. Il est même accusé d'avoir trempé dans le meurtre, une théorie que le tempérament du prince et la nature même du crime rendent peu plausible.
Dans les années qui suivent, Ferdinand gouverne en s'appuyant alternativement sur les différents partis représentés au parlement, qui se révèlent plus des « côteries sans programme » que de véritables partis politiques; ces partis apparaissent rapidement manipulés par Ferdinand, les divisant et reconstituant au gré de sa politique de bascule.

#### Indépendance bulgare
Sa principauté demeure vassale de l'Empire ottoman d'après le traité de Berlin de 1878. Le nouveau souverain réussit cependant à renouer les relations avec le puissant frère slave en 1896.
Les troubles politiques en Turquie lui permettent de rompre les derniers liens de soumission liant la Bulgarie à la Sublime Porte et Ferdinand se proclame tsar des Bulgares en 1908. Ainsi, à la faveur de la crise bosniaque, Ferdinand rompt le dernier lien entre la Bulgarie et l'empire ottoman : dénonçant le traité de Berlin de 1878, il profite des circonstances pour rendre sa principauté indépendante d'une sujétion ottomane chaque jour affaiblie davantage. Au cours d'une cérémonie grandiose à Tarnovo, il se proclame roi de Bulgarie, déclarant de fait l'indépendance et l'unité des territoires placés sous son sceptre depuis une vingtaine d'années.

### Roi des Bulgares
Depuis son accession au trône de la principauté de Bulgarie, Ferdinand, prince, puis roi, mène une politique opportuniste, s'appuyant alternativement sur les partisans d'une alliance avec la Russie et les partisans d'une alliance avec les puissances centrales, ce qui lui assure une réputation peu flatteuse en Europe. Notons qu'en 1910, il est le premier chef d'État a se déplacer en avion.

#### Les guerres balkaniques
Menant ainsi une politique de bascule et d'intrigues, il s'aliène le soutien de la Russie, à l'issue de la première guerre balkanique en 1912.
Si la première guerre balkanique avait été un triomphe pour Ferdinand grâce aux gains territoriaux de la Thrace du Nord et d'une partie de la Macédoine, la deuxième guerre balkanique est une catastrophe. Ne pouvant s'appuyer sur les moyens financiers de la Russie et de la France, le roi et son royaume se trouvent dans l'obligation de se rapprocher des puissances centrales à l'issue des deux guerres balkaniques.

#### La Première Guerre mondiale
Humilié, le roi adopte une politique louvoyante, comme à son habitude, mais pro-germanique conduisant son royaume à la seconde catastrophe de son règne, la Première Guerre mondiale, où la Bulgarie choisit le camp des Empires centraux, intéressé par les perspectives d'agrandissement territorial. Ce choix reste un choix négatif, son royaume ne pouvant espérer aucun surcroît de puissance en se rapprochant des Alliés.
Dans les jours suivant la mort de François-Ferdinand d'Autriche, le roi resserre à nouveau les liens unissant son royaume à la double monarchie. Mais cela n'échappe pas aux diplomates russes qui font connaître leur désapprobation, incitant le roi à adopter une position de neutralité, afin d'apprécier l'évolution du rapport de forces.
Sa gestion de la politique bulgare durant le conflit mondial constitue un exemple supplémentaire de sa rouerie. En 1915, la diplomatie louvoyante entre les deux blocs d'alliance menée par le roi s'emploie à rassurer chacune de ces alliances.
Mais, à l'été 1915, lorsque l'intervention de la Bulgarie dans le conflit se dessine, le roi, « très porté sur les agrandissements territoriaux », selon un rapport allemand, négocie avec les deux alliances pour obtenir les meilleures conditions : il obtient la Macédoine serbe et grecque, mais assortie de conditions s'il se range du côté de l'Entente, sans conditions s'il rejoint les puissances centrales; de plus, il se voit promettre des territoires en Thrace ottomane. Le 5 octobre 1915, refusant les termes de la note russe sommant le royaume de rompre avec les puissances centrales, le roi des Bulgares signifie aux puissances engagées dans le conflit son entrée en guerre aux côtés des puissances centrales.
Engagé dans la gestion du conflit, le roi Ferdinand n'endosse cependant pas le rôle de commandant en chef des armées bulgares, confié à un militaire comptant parmi les plus chauds partisans de l'intervention aux côtés des puissances centrales, Nikola Jekov. Il est ainsi spectateur des premiers combats entre les troupes bulgares et serbes durant l'automne 1915, cloué au lit par une crise de goutte,. Après la conquête de la Serbie, il participe régulièrement à des conférences avec des représentants de ses alliés, notamment en février 1916, lors d'une réunion devant sanctionner le partage de la Serbie avec la double monarchie.
En 1916, il négocie l'intervention bulgare contre la Roumanie en échange de la totalité de la Dobroudja, pomme de discorde entre les deux royaumes; en 1917, il proclame la neutralité de son royaume dans le conflit entre les puissances centrales et les États-Unis, se désolidarisant de ses alliés.
Les succès alliés de l'automne 1918 en Macédoine scellent le sort du roi, mécontent de ses alliés. En effet, le 14 septembre, le front germano-bulgare est attaqué, rompu dès le 16 ; le 22 septembre, alors que la situation militaire devient de plus en plus catastrophique, Ferdinand s'oppose toujours au retrait bulgare ; en effet, appuyé sur le traité d'alliance entre son royaume et les puissances centrales, il compte demander l'envoi de renforts dans les Balkans, afin de contenir la poussée alliée. Dans le même temps, les responsables allemands tentent de renforcer leur contrôle sur le personnel politique et sur le roi, sans succès au vu des circonstances du mois de septembre 1918. De plus, le veto royal à toute négociation avec les Alliés décide le gouvernement à agir sans son accord : le 24 septembre 1918, une délégation est désignée pour négocier une suspension d'armes.

### Abdication
Comme l'avait annoncé le chef de la faction russophile au parlement de Sofia dès 1915, le roi porte l'entière responsabilité de l'intervention de la Bulgarie dans le camp des puissances centrales. Ainsi, à partir du printemps 1918, correspondant à l'appel aux affaires du cabinet Malinov, le roi est conscient de la précarité de sa situation sur le trône bulgare.
Dans le cadre des négociations qui précèdent cette suspension d'armes, la question du maintien de Ferdinand sur le trône est abordée par les négociateurs bulgares ; les négociateurs français rappellent ses origines allemandes pour exiger son départ. Le 2 octobre 1918, après avoir réuni l'ensemble des représentants des partis politiques, il doit affronter la pression de son premier ministre, Malinov, appuyé par l'ensemble des partis politiques du royaume.
Ainsi, le 3 octobre 1918, quatre jours après la capitulation de la Bulgarie, le tsar remet à son premier ministre, visiblement agacé par la tournure de l'entretien, sa lettre d'abdication en faveur de son fils Boris.

## Après son abdication

### L'exil et la mort

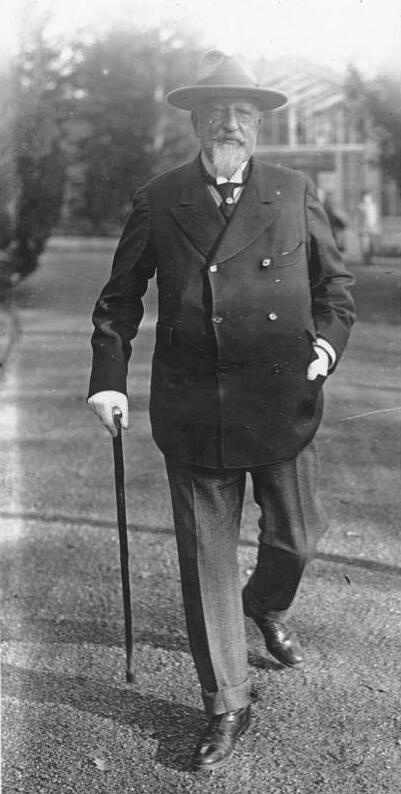
L'ancien roi Ferdinand en Allemagne en 1928.

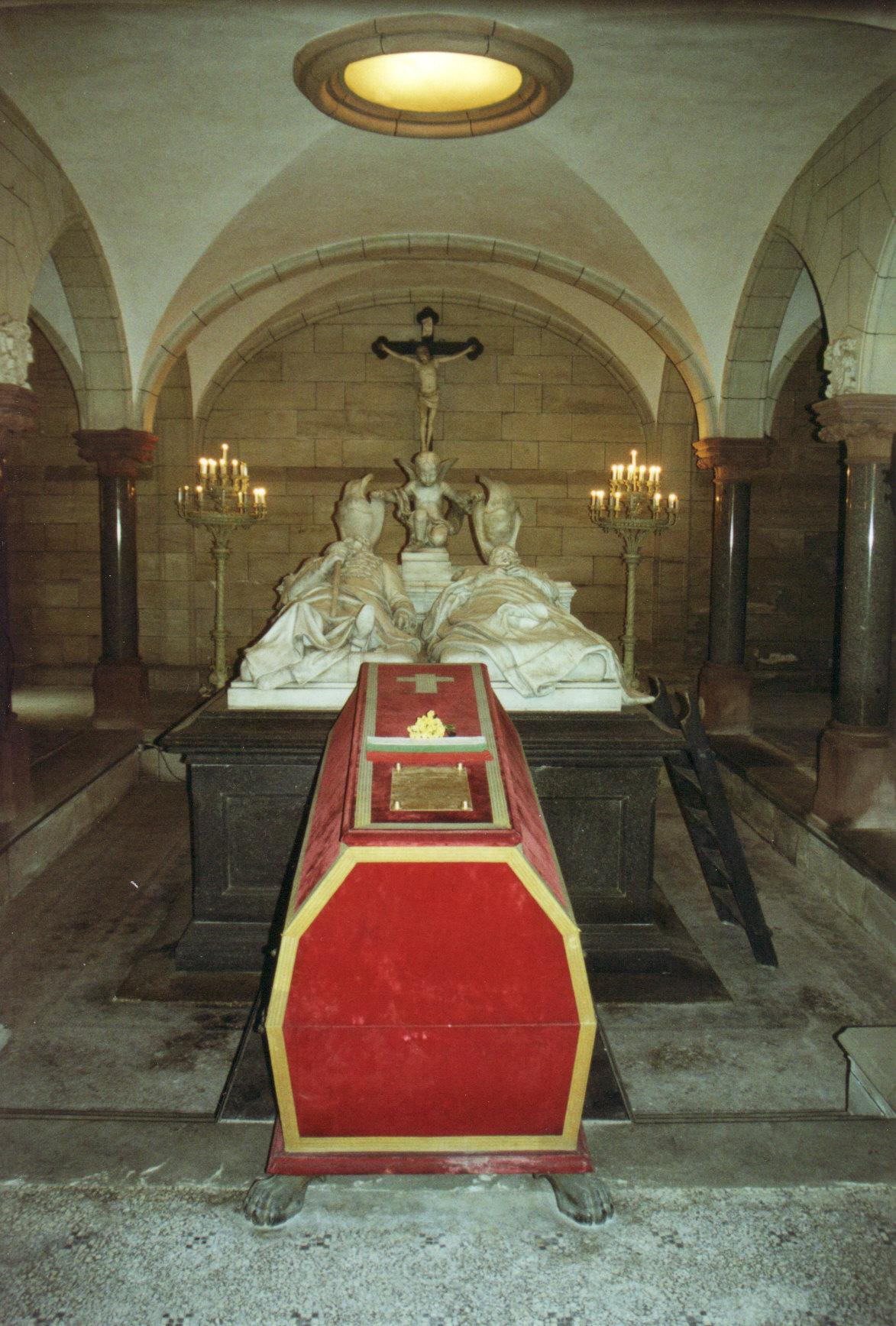
Le cercueil du roi Ferdinand Ier de Bulgarie, au pied du tombeau à gisants de ses parents, à Cobourg.

Le lendemain de son abdication, accompagné de ses fils, Ferdinand quitte discrètement la Bulgarie par le train, sa requête de pouvoir rester sur le territoire du royaume ayant été refusée. Il prévoit de se rendre auprès de ses filles à Ebenthal mais sa présence sur le sol autrichien constitue une gêne pour l'empereur Charles Ier, l'empereur et roi s'opposant à la venue de ce monarque déchu en Autriche ou en Hongrie. Au terme d'intenses tractations, le gouvernement impérial allemand, alors en sursis, accepte d'accorder l'asile à Ferdinand, qui poursuit ainsi son voyage jusqu'à Cobourg.
Il séjourne dans le château de famille durant les trois décennies suivantes. Dans sa fuite, il avait réussi à sauver une grande partie de sa fortune, se garantissant un train de vie confortable.
Il a vécu alors en exil, considérant simplement cette situation comme un des revers de la royauté. Il a commenté : « Les rois en exil sont plus philosophes dans les revers que les individus ordinaires ; mais notre philosophie est principalement le résultat de la tradition et de la famille et n'oubliez pas que l'orgueil est un élément important dans la fabrication d'un monarque. Nous sommes disciplinés dès le jour de notre naissance et on nous enseigne à éviter tous les signes extérieurs d'émotion. Le squelette est assis pour toujours avec nous à la table de la fête. Cela peut signifier meurtre, cela peut signifier abdication, mais il sert toujours à nous rappeler l'inattendu. Ainsi nous sommes préparés et rien n'arrive comme étant une catastrophe. L'essentiel dans la vie est de supporter toutes les conditions de l'exil physique ou spirituel avec dignité. Si l'on soupe avec du chagrin, il n'est pas nécessaire d'inviter le monde à vous voir manger. »
Il était heureux d'avoir laissé le trône à son fils. Ferdinand n'était pas mécontent de l'exil et a passé la plupart du temps à se consacrer à des projets artistiques, au jardinage, aux voyages et à l'histoire naturelle.
Cependant, il allait vivre assez longtemps pour voir l'effondrement de tout ce qu'il avait de plus précieux dans sa vie. Son fils aîné et successeur, Boris III, est mort dans des circonstances mystérieuses, après son retour d'une visite à Hitler en Allemagne en 1943. Son second fils, le prince Kiril de Preslav, est exécuté en 1945 pour collaboration avec l'Allemagne nationale-socialiste. Un an plus tard, c'est le fils de Boris III, devenu le roi Siméon II, qui est déposé par les communistes, mettant fin à la monarchie bulgare au profit de la république populaire de Bulgarie. En apprenant la mort de son fils, il aurait dit : « Tout s'écroule autour de moi. »
Ferdinand meurt le 10 septembre 1948 à l'âge de 87 ans en homme brisé au château de Cobourg en Allemagne, berceau de la dynastie de Saxe-Cobourg-Gotha. Son dernier souhait était d'être enterré en Bulgarie et c'est pour cette raison que son cercueil a été placé dans la crypte de l'église Saint-Augustin de Cobourg, au pied du tombeau de ses parents en attendant d'être transféré dans le pays dont il fut roi.
Le 29 mai 2024, la dépouille mortelle de Ferdinand Ier de Bulgarie est transportée de Cobourg à Sofia par un avion militaire qui atterrit à l'aéroport de Sofia. Le cercueil contenant les cendres est accompagné par les gardes nationaux et solennellement placé dans un corbillard qui se dirige, en présence de son petit-fils Siméon et de plusieurs de ses descendants, vers le palais royal de Vrana, dans la banlieue de Sofia, où Ferdinand est désormais inhumé.

### Mémoire

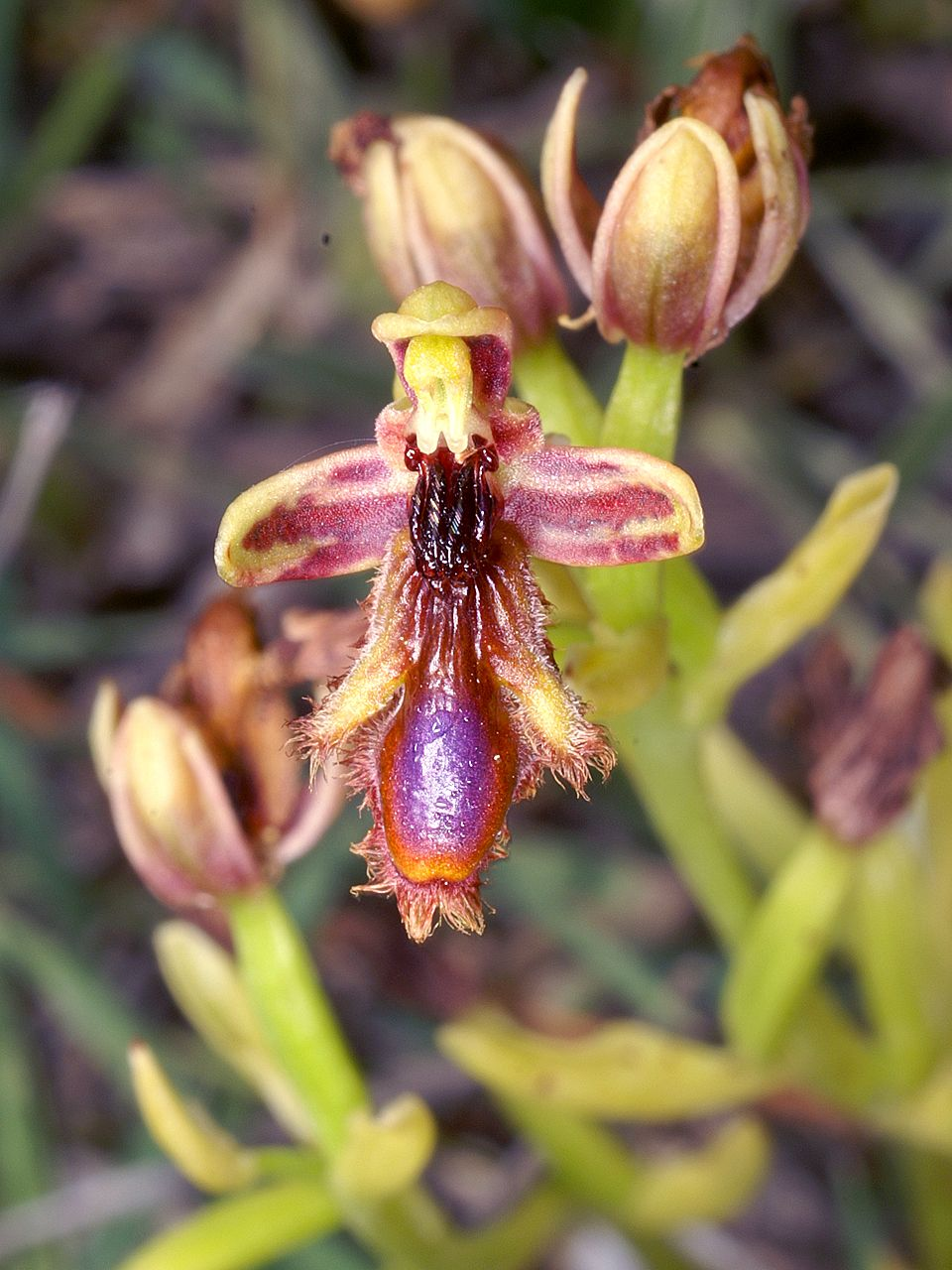
Ophrys regis-ferdinandii.

Le règne de Ferdinand est marqué dans l'imaginaire bulgare comme celui de deux catastrophes nationales : la défaite de 1913, face aux troupes coalisées de tous ses voisins, constitue la première, la défaite de 1918 constitue la seconde.
En effet, l'historiographie des années 1960 présente Ferdinand, d'origine allemande, comme le responsable de l'insertion du royaume dans le camp des vaincus; de plus, cette même historiographie, fruit des travaux menés dans le cadre d'un marxisme-léninisme strict, le présente comme un fauteur de guerre soutenue par l'armée et les franges militaristes de la bourgeoisie.
Une rose lui est dédiée en 1900 sous le nom de 'Prince de Bulgarie'.
Une nouvelle espèce d'orchidées, découverte par Ferdinand Ier en 1933 sur l'île de Rhodes, a été appelée Ophrys regis-ferdinandii en son honneur.